# SN 1986L
SN 1986L – supernowa typu II-L odkryta 11 października 1986 roku w galaktyce NGC 1559. Jej maksymalna jasność wynosiła 13,30m.